# Marty
Marty es una película estadounidense dramática de 1955 dirigida por Delbert Mann y protagonizada por Ernest Borgnine y Betsy Blair.
En 1994, Marty se consideró «cultural, histórica o estéticamente significativa» y seleccionada para la preservación en la Biblioteca del Congreso del Registro Nacional de Cine.
Marty fue la segunda película en ganar tanto la Palma de Oro como el Óscar a la mejor película en el año 1955. Días sin huella (1946), Parásitos (2019) y Anora (2024) son las únicas que también se han alzado con el Óscar a la mejor película y el premio más prestigioso del Festival de Cine de Cannes.
Se considera que esta película representó la ruptura del estereotipo del personaje masculino: el personaje central es frágil y tímido, sin énfasis en la belleza y la fortaleza masculinas.

## Sinopsis

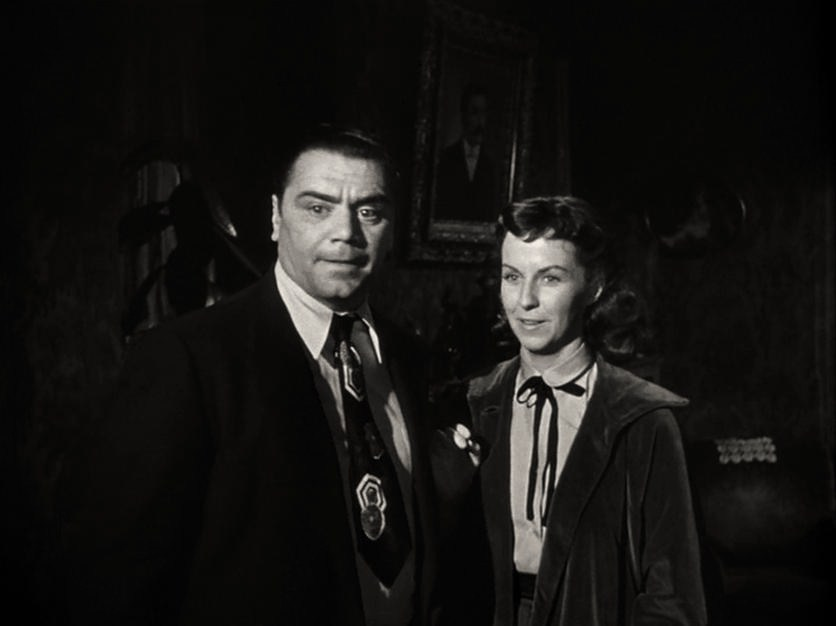
Ernest Borgnine y Betsy Blair en Marty.

Marty (Ernest Borgnine) es un carnicero italoestadounidense que convive en el barrio neoyorquino del Bronx junto a su posesiva madre (Esther Minciotti). Soltero a sus casi cuarenta años, su timidez y torpeza con las mujeres le hace creer que nunca iniciará una relación amorosa. Por insistencia de su madre, sale una noche para bailar y conoce a Clara (Betsy Blair), una profesora tan insegura y tímida como él, surgiendo un romance que pronto es desaprobado tanto por la madre de Marty como por sus amigos.

## Reparto

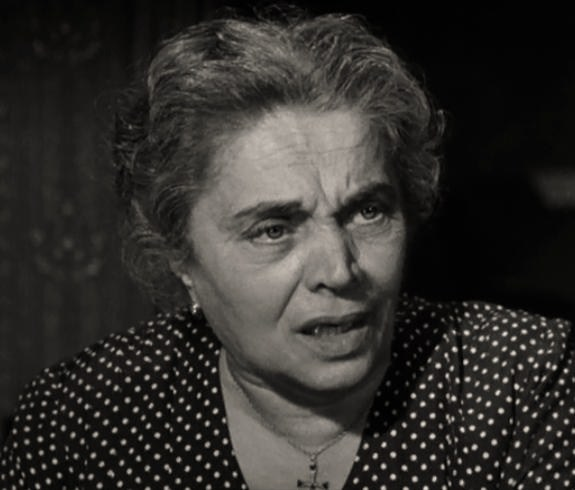
Esther Minciotti, en el tráiler de la película.

- Ernest Borgnine como Marty Piletti
- Betsy Blair como Clara Snyder
- Esther Minciotti como la señora Teresa Piletti, la madre de Marty.
- Augusta Ciolli como tía Catherine, la hermana de la señora Teresa Piletti.
- Joe Mantell como Angie, la mejor amiga de Marty.
- Karen Steele como Virginia, esposa de Tommy y nuera de la tía Catherine.
- Jerry Paris como Tommy, hijo de Catherina.

## Recepción crítica
Tras su estreno el 11 de abril de 1955, seguido de un amplio lanzamiento el 15 de julio, Marty recibió críticas abrumadoramente positivas de los críticos.[cita requerida] Ronald Holloway, de Variety, escribió: «Si Marty es un ejemplo del tipo de material que se puede recoger, entonces los editores de historias de estudio pasarán más tiempo en casa mirando la televisión». Time describió la película como «maravillosa». Louella Parsons disfrutó la película, aunque sintió que probablemente no sería nominada para los Oscar. Con un presupuesto de $ 343 000, la película generó ingresos de $ 3 000 000 solo en los Estados Unidos, lo que la convirtió en un éxito de taquilla.[cita requerida]
Rotten Tomatoes le otorga una puntuación del 100% basada en 33 comentarios, con una calificación promedio de 8,16 / 10. El consenso del sitio dice: «El sólido diálogo del guionista Paddy Chayefsky se ve reforzado por las fuertes actuaciones de Ernest Borgnine y Betsy Blair en este estudio de personajes atractivo y discreto».
La película es reconocida por el American Film Institute.
- 2002: 100 años de AFI ... 100 pasiones - 64[cita requerida]

## Premios
Amén de sus prolíficas nominaciones y premios, Marty fue la primera película en ganar tanto la Palma de Oro como el Óscar a la mejor película en el año 1955. Hito que posteriormente sólo han conseguido Parásitos (2019) y Anora (2024). Previamente, Días sin huella (1946) también se alzó con el Óscar a la mejor película y el Gran Premio del Festival Internacional de Cine, el cual fue el precursor de la Palma de Oro y entonces considerado el premio más prestigioso del Festival de Cine de Cannes.
| Premio                                         | Fecha de la ceremonia   | Categoría                                | Nominado(s)                                    | Resultado | Ref.          |
| ---------------------------------------------- | ----------------------- | ---------------------------------------- | ---------------------------------------------- | --------- | ------------- |
| Festival de Cine de Cannes                     | 10 de mayo de 1955      | Palma de Oro                             | Delbert Mann                                   | Ganador   | [ 6 ]         |
| National Board of Review                       | 20 de diciembre de 1955 | Diez películas más destacadas            | Marty                                          | Ganadora  | [ 7 ]         |
| National Board of Review                       | 20 de diciembre de 1955 | Mejor película                           | Marty                                          | Ganadora  | [ 7 ]         |
| National Board of Review                       | 20 de diciembre de 1955 | Mejor actor                              | Ernest Borgnine                                | Ganador   | [ 7 ]         |
| Gremio de guionistas de América                | 21 de enero de 1956     | Mejor drama estadounidense               | Paddy Chayefsky                                | Ganador   | [ 8 ]         |
| Círculo de Críticos de Cine de Nueva York      | 21 de enero de 1956     | Mejor película                           | Marty                                          | Ganadora  | [ 9 ]         |
| Círculo de Críticos de Cine de Nueva York      | 21 de enero de 1956     | Mejor actor                              | Ernest Borgnine                                | Ganador   | [ 9 ]         |
| Globos de Oro                                  | 23 de enero de 1956     | Mejor actor - Drama                      | Ernest Borgnine                                | Ganador   | [ 10 ]        |
| Gremio de directores de América                | 29 de enero e 1956      | Mejor dirección cinematográfica          | Delbert Mann                                   | Ganador   | [ 11 ]        |
| BAFTA                                          | 1 de marzo de 1956      | Mejor película                           | Marty                                          | Nominada  | [ 12 ]        |
| BAFTA                                          | 1 de marzo de 1956      | Mejor actor Extranjero                   | Ernest Borgnine                                | Ganador   | [ 12 ]        |
| BAFTA                                          | 1 de marzo de 1956      | Mejor actriz Extranjera                  | Betsy Blair                                    | Ganadora  | [ 12 ]        |
| Óscar                                          | 21 de marzo de 1956     | Mejor película                           | Harold Hecht                                   | Ganador   | [ 13 ]        |
| Óscar                                          | 21 de marzo de 1956     | Mejor director                           | Delbert Mann                                   | Ganador   | [ 13 ]        |
| Óscar                                          | 21 de marzo de 1956     | Mejor actor                              | Ernest Borgnine                                | Ganador   | [ 13 ]        |
| Óscar                                          | 21 de marzo de 1956     | Mejor actor de reparto                   | Joe Mantell                                    | Nominado  | [ 13 ]        |
| Óscar                                          | 21 de marzo de 1956     | Mejor actriz de reparto                  | Betsy Blair                                    | Nominada  | [ 13 ]        |
| Óscar                                          | 21 de marzo de 1956     | Mejor guion adaptado                     | Paddy Chayefsky                                | Ganador   | [ 13 ]        |
| Óscar                                          | 21 de marzo de 1956     | Mejor dirección artística Blanco y negro | Ted Haworth Robert Priestley Walter M. Simonds | Nominado  | [ 13 ]        |
| Óscar                                          | 21 de marzo de 1956     | Mejor fotografía Blanco y negro          | Joseph LaShelle                                | Nominados | [ 13 ]        |
| Premios Bodil                                  | 26 de abril de 1956     | Mejor película americana                 | Delbert Mann                                   | Ganador   | [ 14 ]        |
| Festival Internacional de Cine de Karlovy Vary | 29 de julio de 1956     | Mejor película                           | Delbert Mann                                   | Nominado  | [ 15 ] [ 16 ] |
| National Film Preservation Board               | 1994                    | Registro Nacional de Cine                | Marty                                          | Incluida  | [ 1 ]         |
| Online Film & Television Association           | 2018                    | Salón de la Fama del Cine: Producciones  | Marty                                          | Incluida  | [ 17 ]        |